# プラセンタ
プラセンタは本来は胎盤という意味であるが、日本では胎盤抽出物を主成分とした製剤や商品の名称として使用されている。プラセンタエキスや胎盤抽出物や胎盤漿（英語: Placental Extract, Placenta Extract）などとも呼ばれる。処方箋医薬品になっているものや、化粧品、健康食品として市販されている製品も存在する。

## 歴史
胎盤はクレオパトラや楊貴妃、マリー・アントワネットが美容目的で使用したとか、始皇帝が不老不死を求めて使ったとも言われるが、真偽は定かではない。紫河車（生薬としてのヒト胎盤）について、文献上確認できるものは、唐代の『本草拾遺』や明代の薬学書『本草綱目』（1596年）で言及されているのが初で、朝鮮半島では古く『東医宝鑑』（1613年）にも記載があり、こうした医書は江戸時代の日本にも影響を持った。東洋では、ヒトの胎盤（英語:human placenta、ラテン語:Placenta Hominis）は生薬として紫河車（しかしゃ）と呼ばれ、他の呼称として人胞、包衣、胞衣、胎胞、胎衣、人胎、河事、胞屋、京河車、温河車、杜河革、白河率、草河率、仙人衣、混沌衣、混元母、沸架裟、鮮胞衣がある。
漢方薬としては、前田綱紀は1670年（寛文10年）に、加賀の三味薬（万病円、紫雪、鳥犀円）の調剤販売を、中屋、福久屋、宮竹屋に許可したが、この中屋の初代の彦左衛門が混元丹を作り明治に入っても人気は衰えなかったが、混元とは胎盤のことである。他説では彦左衛門の子の彦兵衛が1579年（天正7年）に家伝の混元丹を製造し商売をはじめたという。中国では紫河車（ヒト胎盤）を配合した「紫河車大造丸」は医薬品の扱いである。「牡荊子丸」は牡荊子（ニンジンボク果実）、山薬（ヤマイモ）、紫河車を原料としている。
近世では、旧ソ連のオデッサ大学教授で眼科医であった V. P. フィラトフ（1875-1956）が埋没療法として、1920-1930年頃に疾病の治癒に胎盤を使うと高い治療効果を発揮すると提唱している。また、同じ旧ソ連の病理学者の A. D. スプランスキー（1844年-没年不明）も『神経病理学』という著書で胎盤のもつ治療効果について言及している。1960年代以降、ソ連での研究は途絶えた。日本では、京大医学部の三林隆吉が、1943年に国家命令で高度栄養剤を開発し、1945年にはこのヒト胎盤を使った栄養剤について海軍が武田薬品工業に製造を依頼したところで終戦が訪れ製造中止したが、これは1955年には経口の栄養剤ビタエックスとして発売され一般医薬品となった。1956年には注射薬のメルスモン、1959年にラエンネックの承認を得た。三林とは別に、秋田大学初代学長の九嶋勝司は、旧ソ連の埋没療法を研究し1977年にスノーデン株式会社を設立、胎盤を原料として配合した医薬品から化粧品、健康食品を製造している。日本胎盤臨床研究会、大韓胎盤臨床研究会などでも研究が行われる。

## 原料

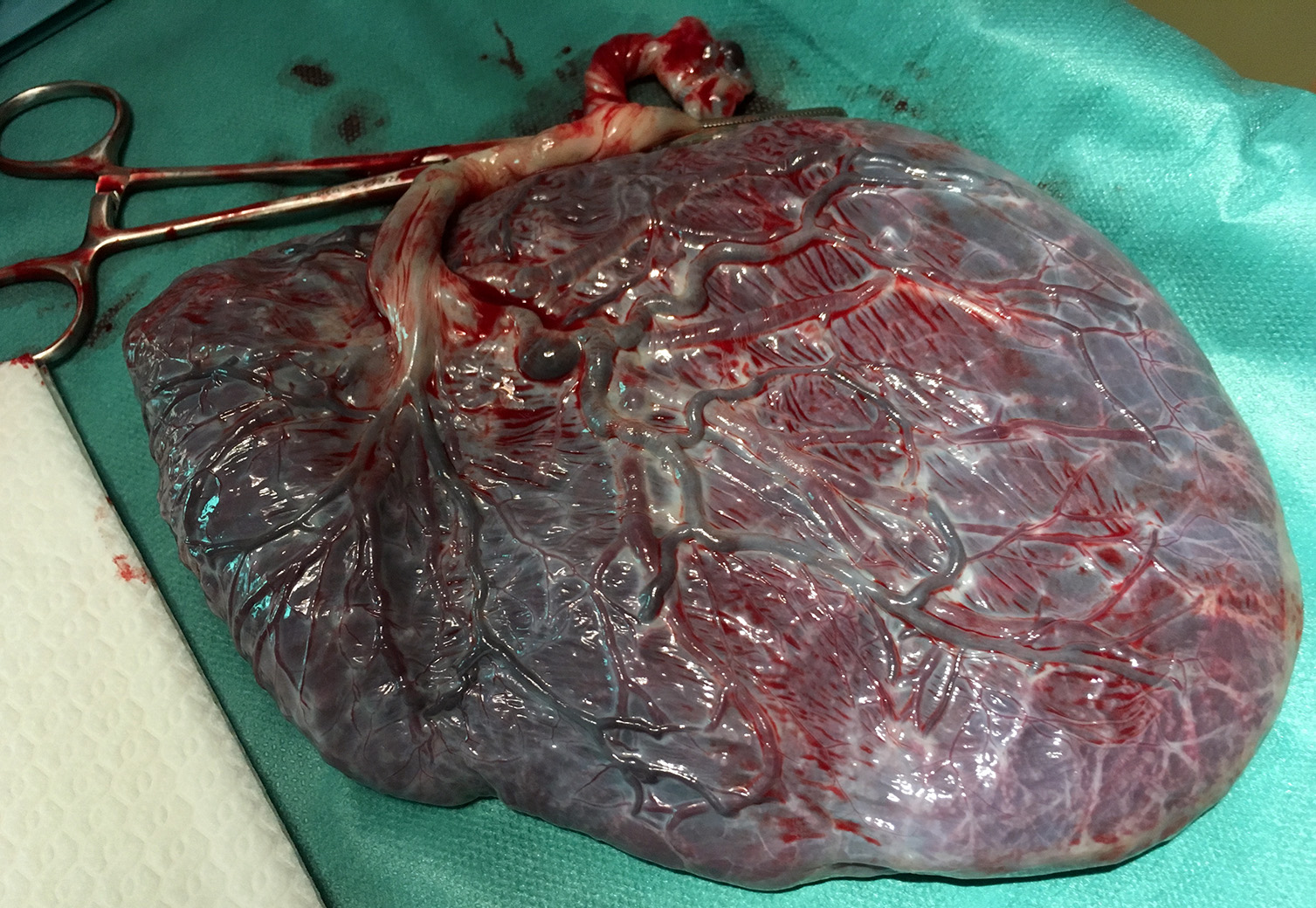
原料となるヒトの胎盤。

母体中の胎盤の図。

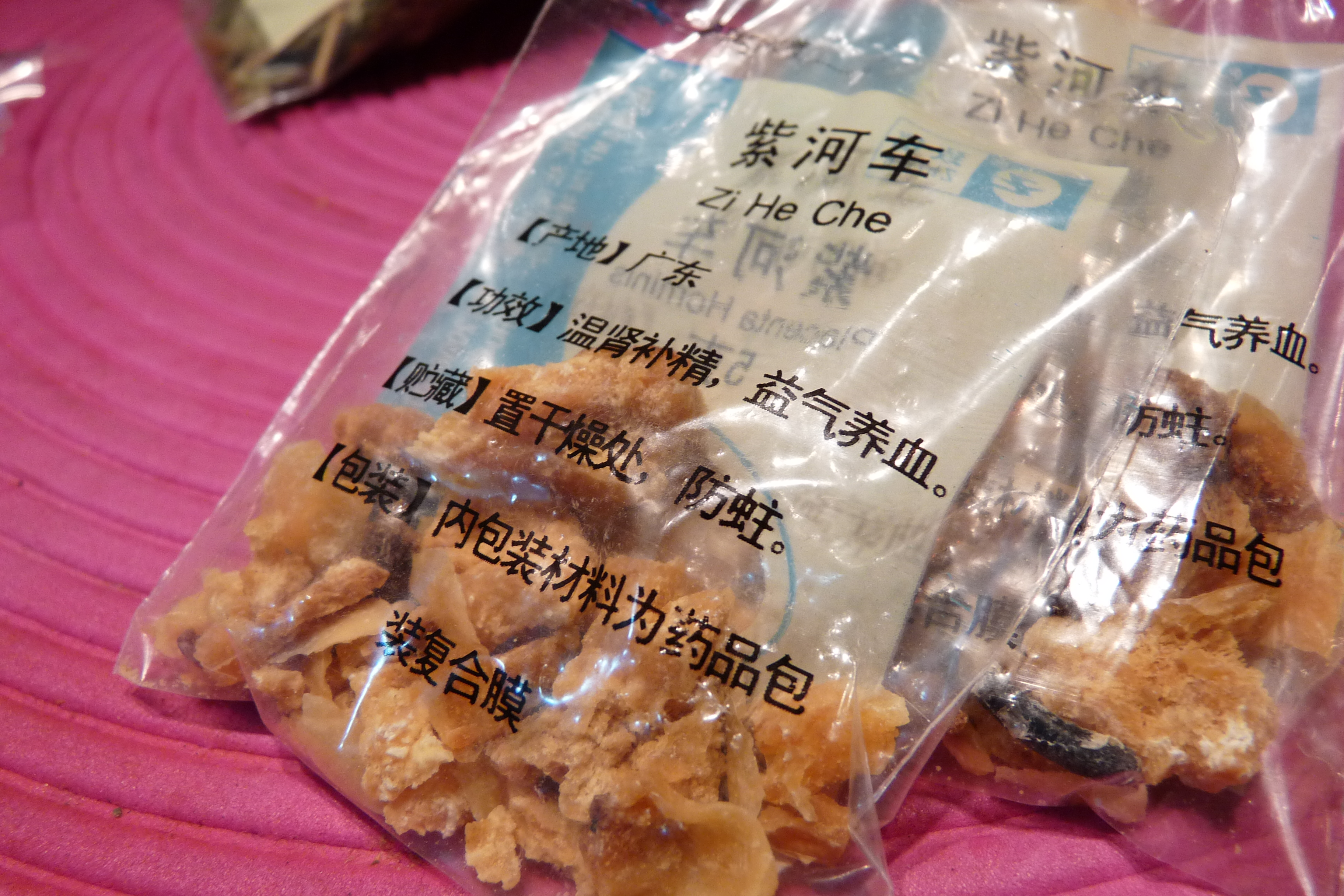
紫河車。ヒト胎盤は乾燥させて生薬として用いられる。

各種プラセンタ製品の原料としては、ヒト胎盤と家畜の胎盤が使用される。

### ヒト胎盤
日本では、ヒトの胎盤は、産婦人科で出産時に排出されたものが冷凍保存され、定期的に業者が回収している。病院側もどういった用途に使用されるのか把握しておらず、妊婦にも使用の承諾を取っていないケースが多い。行政も病院で廃棄された胎盤の取り扱いについてあいまいな表現をしている。例えば厚生省は、胎盤は医療廃棄物として出されば廃棄物であるが、回収して有効利用する場合は廃棄物には該当しないしている。また、手術で摘出された臓器などと同様に人体の一部のため、その取扱いには人道上の配慮が必要と釘を刺している。妊産婦の了解のないまま胎盤を再利用し、商品を製造することに懸念を示す意見もある。1990年代にヒトプラセンタエキスを製造・卸販売していた目黒研究所によれば当時の製造工程で、500グラムのヒト胎盤から26mlの胎盤エキスが抽出された。
日本で1990年代には高級化粧品や育毛剤、滋養強壮ドリンク剤にヒト胎盤エキスも使われていた。日本では2003年の法改正により、ヒト組織由来の製品を使用した場合に記録保管の必要が生じ、診療を伴う医薬品以外では家畜の胎盤が使われるようになった。
処方箋無しで購入できる一般用医薬品でも過去にヒト胎盤抽出物を原料として使用していた。しかし法改正を機に自主回収され他の家畜の胎盤を使用するようになった。中国では『中華人民共和国葯典一部』に収載され医薬品の扱いである。偽物も多く流通しており、ヒト胎盤として中国、香港、台湾で購入した10個を分析した調査では、うち5個が本物とされたが、残り5つはヒトDNAなどが検出されず偽物とされた。また本物とされた5つのうち1個はデンプンが混入されていたので要求水準を満たさない品質であった。動物のDNAは10個すべてから検出されなかった。

### 家畜の胎盤
ウシ、ブタ、ヒツジ、ウマなどの家畜の胎盤が使用され、日本では豚と馬の胎盤が主に使われる。食用の豚の胎盤は流通が安定しているが、食用の頭数が少ない羊や馬の胎盤は流通が安定せず高額である。日本ではかつて牛の胎盤も使われていたが、牛海綿状脳症 (BSE) が確認されたことから安全性が疑問視され、その後は牛以外の家畜の胎盤を使用している。羊も牛と同じ反芻動物であることよりBSEのリスクが懸念されている。豚については国産SPF豚だけを原料に用いた製品も販売されている。胎盤の原料となる家畜は、ウマの方がいい、ブタの方がいい、などと宣伝されていることがあるが、根拠は示されていない。
冷凍乾燥された豚胎盤と熱乾燥された豚胎盤を比較した調査では、冷凍乾燥の豚胎盤から主要な性ホルモンのエストラジオールやプロゲステロンとテストステロン（男性ホルモン）を検出し、抗生物質の残留はなく、熱乾燥よりも栄養に優れているとされた。殺菌・加熱処理をされていない家畜プラセンタ成分が、加熱処理済みの製品より有効性に勝るとして販売されことがあるが、日本健康・栄養食品協会（JHFA）が定めた「プラセンタエキス」および「プラセンタエキス純末」の基準を満たさず、安全上の問題がある。

## 注射薬

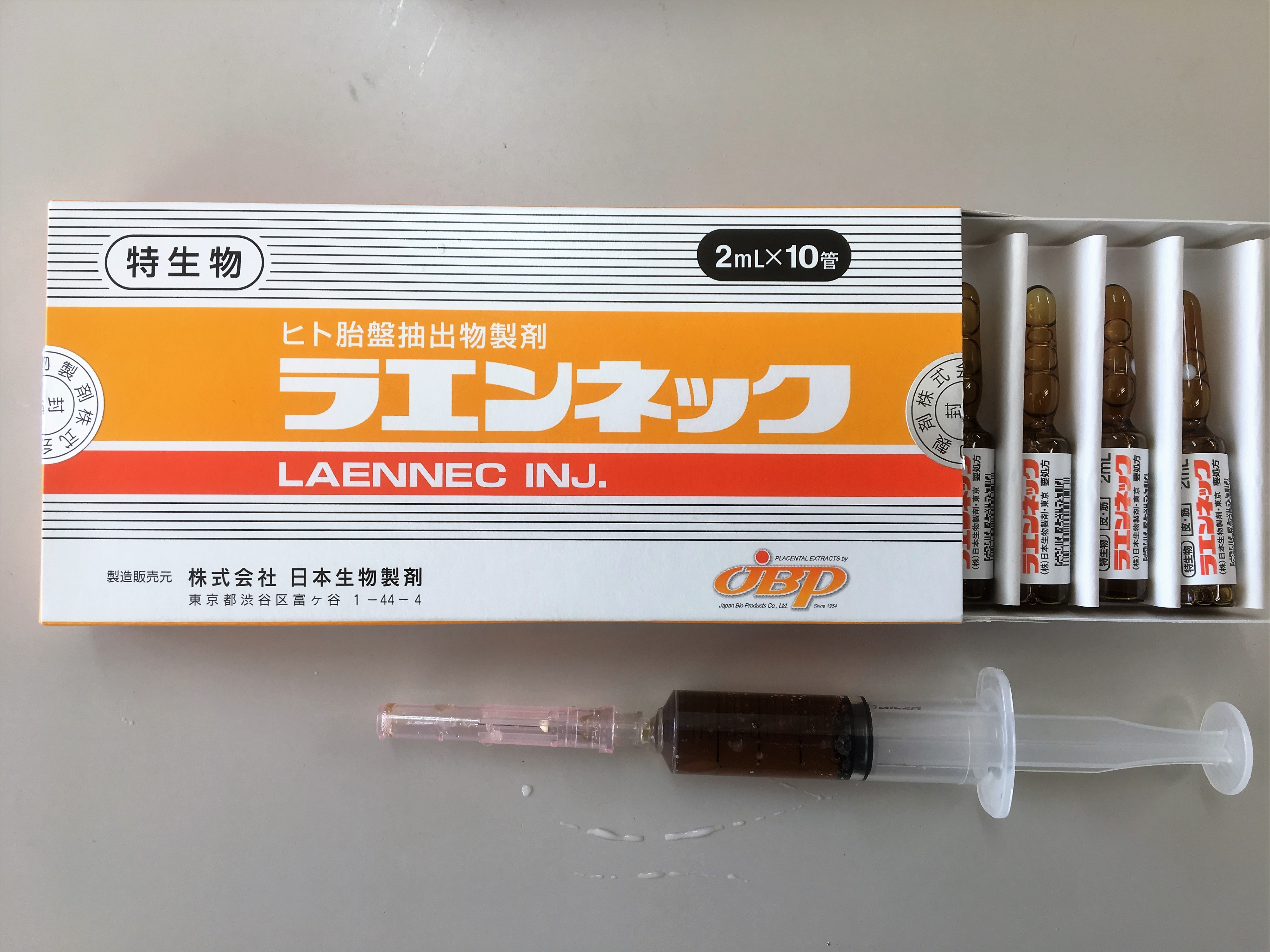
ラエンネック

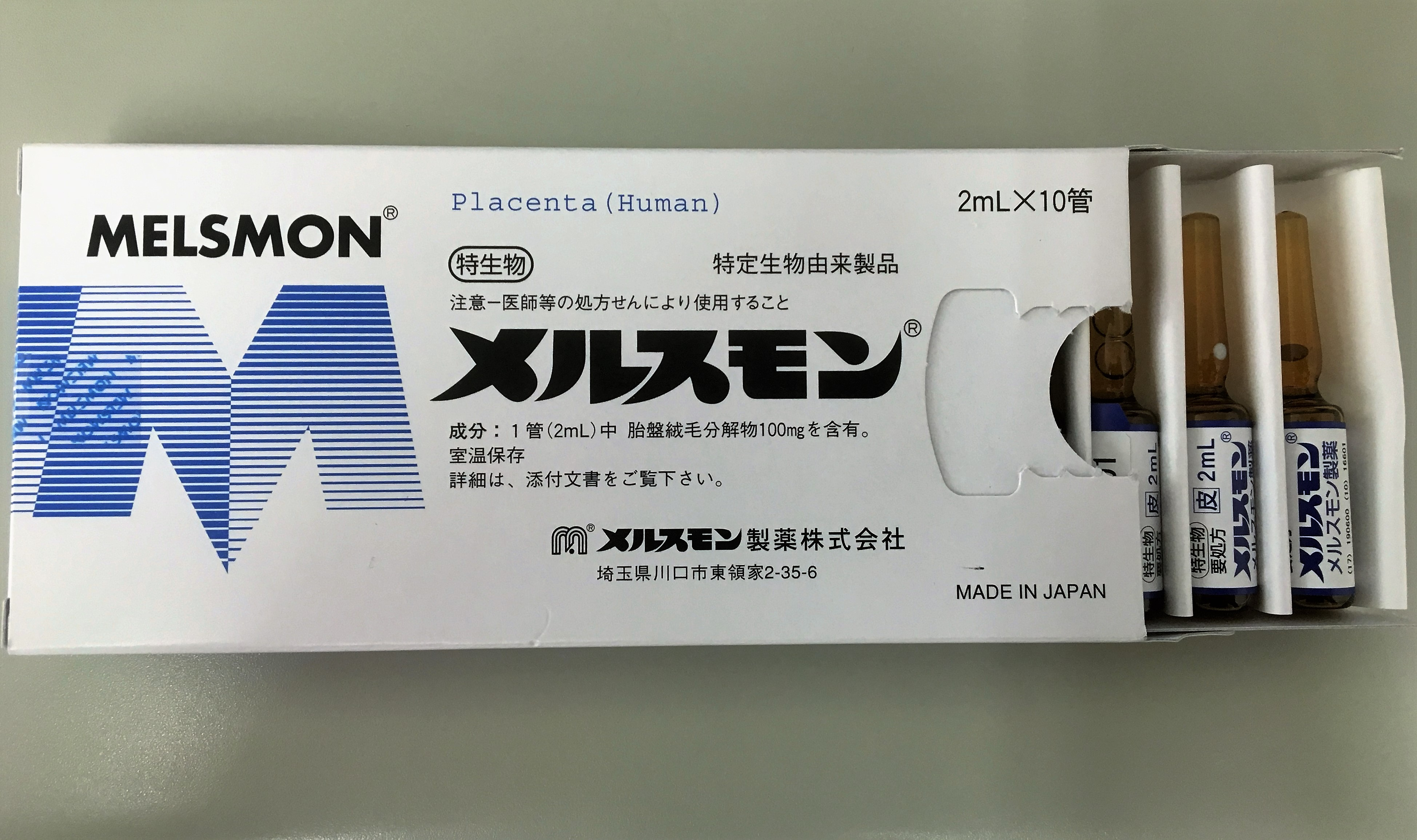
メルスモン

2019年現在、日本で認可された注射薬としてはメルスモンとラエンネックがある。原料のヒトの胎盤から製造され微黄色透明である。
適応症はそれぞれ以下である（適応症がない場合には自由診療（自費診療）となる）。
- メルスモン MELSMON - 更年期障害、乳汁分泌障害
- ラエンネック LAENNEC - 慢性肝疾患における肝機能の改善

メルスモンの原料には、臍帯及び羊膜は含まれず、ラエンネックには含まれている。メルスモンとラエンネックは、原料としてヒトの胎盤が使用され共に提携先の日本の病院から感染症がないと判断された母体の胎盤が提供され原料として使用されている。美容外科、形成外科,
歯科でも使用されることがある。ラエンネックとメルスモンには大きな違いはないという意見もある。

### メルスモン
メルスモン (MELSMON) は、1956年（昭和31年）に販売開始され、1959年（昭和34年）に薬価収載されている。販売はメルスモン製薬株式会社。日本、韓国、ロシアで使用されている。1日1回2mLを毎日または隔日に皮下注射して使用する。
1981年に、更年期障害（被験者31人）と乳汁分泌障害（67人）で、共に偽薬と比較して有効性が確認されている。マウスでの動物実験では、抗疲労作用・創傷治療促進作用なども確認されている。
製造工程に関して。提供者の日本国外渡航歴などの問診のほかに、血清学的検査によってウイルス・細菌の感染症スクリーニング検査を実施し、更にHBV-DNA、HCV-RNA、HIV-１-RNAについて核酸増幅検査（NAT）等を実施して問題なかった胎盤を使用する。塩酸加水分解法によって101℃以上、1時間以上の塩酸加熱処理および121℃、60分間の高圧蒸気滅菌を実施され、ウイルス等の不活性化処理が行われている。抽出後のプラセンタエキスの総窒素濃度は0.08ｗ/ｖ%。メルスモンのヒト胎盤由来成分として、リジン、アラニン、アスパラギン酸などの低分子アミノ酸が主とした多種の成分を含有するが、有効成分とされる成分は特定されていない。胎盤由来のホルモンや蛋白質は、製造工程で分解され含有されない。

### ラエンネック
ラエンネック (LAENNEC) は、1974年（昭和49年）に販売開始され、同年薬価収載されている。日本生物製剤が製造販売。韓国ではGreen Cross社が製造。ラエンネックは1日2-3回を、皮下注射で投与することが出来る。
124例を対象としたクロスオーバーによる二重盲検試験では、ラエンネックの投与により血清トランスアミナーゼ（GOT、GPT）値が有意に改善することが確認されている(1984年に薬効再確認済）。実験用ラットでの動物実験では、肝再生促進作用・肝障害抑制作用・抗脂肝作用、肝線維化抑制作用が観察されている。
抽出方法は分子分画法。抽出後のプラセンタエキスの総窒素濃度は0.8ｗ/ｖ%。含有するプラセンタ成分は低分子～中分子～高分子の成分。ペプシン（ブタ、胃粘膜由来）、乳糖（牛乳由来）を製造工程で使用する。

### 副作用
アレルギー体質の患者へは慎重投与となっている。併用禁忌薬は特に挙げられていない。副作用として最も多いものは注射部位の発赤・疼痛で、投与例の3.7-7.1%に観察される。悪寒、悪心、発熱などが0.1-5%未満の頻度で見られる。
- 使用上の注意

上記の2製剤は、高度な病原体不活性化処理が行われており、現在までに本剤の投与により、変異型クロイツフェルト・ヤコブ病（vCJD）や後天性免疫不全症候群等の感染症を引き起こした症例は報告されていない。しかし生体組織を原料としている以上、未知の病原体を含む感染症を伝播させてしまう可能性は、完全に皆無ではない。
特定生物由来製品のため、投与前にリスクを含めた患者への書面でのインフォームドコンセントが必要であり、アンプルの製造番号は最低20年間の診療録保管管理が必要となる（平成15年7月30日改正薬事法）。また安全性が確認できるまで、献血は出来なくなる。

### ほかの注射薬
日本で過去に承認されていた注射剤として以下があったが、全て製造中止となっている。1980年代に効能を表示するための再審査が求められていた
- ザウエルプラセンタ - 適応症は胃・十二指腸潰[30]。牛胎盤が原料[31]。北陸製薬。
- PLP - 適応症は胃・十二指腸潰[30]。ゼリア新薬工業。
- インタセリン (Intacelline) - 適応症は急性歯肉炎、辺縁性歯周炎[32]、胃・十二指腸潰。Placenta Lucchini という名称もあり、非加熱製剤[33]。東菱薬品工業が輸入販売[32]。原材料の確保ができず販売中止となった[28]。

日本国外の製品
- JBP プラモン (JBP Plamon) - 韓国製で[34]、韓国食品医薬品安全処は医薬品規格上でメルスモンと同一だと認定している[35]。日本で使用した論文報告がある[35]。
- JBP キュラセン (JBP Curacen) - 日本国外で美容の適応症がある。低分子化されている。
- Placenta Lucchini[33] - インタセリンの輸入元スイスでの商品名。Lucchiniが製造。
- PLACENTREX - Albert Davidが製造。

メルスモンとラエンネック以外の輸入を含むプラセンタ製剤も使用されているが、それらの製造や流通についての詳細は分かっていないことが多い。

### 有効性
更年期障害については、日本産婦人科学会が国内外の試験を探索し、上記の有効とされたランダム化比較試験 (RCT) 1件のみを発見し、他のヒト胎盤抽出物では有効とされるRCTが2件あり、標準の治療であるホルモン補充療法の代用とはならないとした。その2件のRCTは、84人の韓国人女性でのランダム化比較試験では、日本製のラエンネックを使い8週間後、閉経期評価尺度や疲労重症度は偽薬よりも減少し、17β-エストラジオール濃度は増加した。もう一件のランダム化比較試験も韓国で実施され、ヒト胎盤エキス（JBP Plamon）を使い更年期症状の108人の女性で4週後に偽薬よりも更年期症状の点数が低かった。78名でのランダム化比較試験では、韓国製のラエンネックを使い慢性疲労症候群を改善した。
癌の化学療法による口腔粘膜炎の治療では2001年のランダム化比較試験があり、120人でヒト胎盤エキス（Albert David社）を使い、放射線粘膜炎がグレード3にまで進行したのは偽薬で86.7%、胎盤注射で40%であった。口腔がんの同様の症状に対し、同じ注射剤（Albert David社）は対照群より有効であった。骨盤内炎症性疾患では、ヒト胎盤エキスの注射 (PLACENTREX) を追加し、比較したアジスロマイシンのみの場合よりも疼痛を減少した。
ラエンネックを皮膚の創部に局所注射すると、創傷治癒が促進された2例が症例報告されている。

## 外用
海外では、ヒト胎盤由来のエキスを使った外用剤が製造されている。6週間以上の創傷（怪我）の治療を受けている100人でランダム化比較試験を行い、皮膚が上皮化したのはヒト胎盤エキスのジェル（Albert David社製造）で50%以上の人、対照群で23.3%であった。同様の対象100人でクリームとジェル（Albert David社）を比較して有効性は同等だが、クリームの方が痛みや不快感が少なかった。79人でのランダム化比較試験では、外科手術部位に塗布し、1週間後にヒト胎盤エキスでは15%、ポビドンヨードでは38.46%に傷の硬化が見られ、疼痛と副作用には違いはなかった。10人でのランダム化比較試験では、口腔粘膜下線維症の手術切開部分に用い、ヒト胎盤エキスのジェル（Albert David社）では対照群より優れていた。ヒト胎盤エキスのジェル（Albert David社製造）はバイオフィルムの形成を強く阻害した。
日本でも、過去にはヒト胎盤由来のエキスを使った外用剤が使われていた。インタセリンパスター (Intacellin Pasta) は歯肉に塗布して歯周病の治療に使われており、抗炎症作用のあるグヤアズレンも含有した。PLP軟膏は、II度の熱傷（火傷）に対して、24名での二重盲検試験において改善著明が偽薬に比較して有意に多かった。CLR-Kurt社製の牛胎盤を用いた軟膏を皮膚炎や皮膚の乾燥の問題に用いた例もある。

### 化粧品
1980年以前に、日本の医薬部外品のプラセンタエキスに「日焼けによるしみそばかすを防ぐ」という効能表示が行われていたが、ヒトでの臨床試験を行ったものかは定かではない。医薬部外品の美白有効成分として使われているが、試験管研究ではメラニンを除去する、またはメラニン合成を増加させるという両方の結果がある。効能の承認を得ている原料では「メラニンの生成を抑え、シミ・ソバカスを防ぐ」を強調表示することができる。医薬部外品ではない単なる化粧品成分としても使われる。
2016年の21人での盲検化のないランダム化比較試験では、きめ・毛穴・発赤部分において改善効果を認める報告もあり、皮膚炎症の改善効果やメラニンの生成抑制効果、ターンオーバーの促進効果の可能性があることが示唆されている。こうした試験は行われてきたが、十分には検証されていないため、「新規効能取得のための抗シワ製品評価ガイドライン」に従って15名での豚胎盤エキスを塗布する試験を実施し、シワが減少し角質水分量も増加しており、小ジワの改善が確認できたとした。非加熱の生プラセンタ美容液を塗布し、塗布しなかった群と比較して4週後にシワは有意に減少した。以前からスーパーオキサイドを低減し、しわの原因となるコラーゲン分子の光老化架橋形成を抑制する効果もあり有望な抗老化素材とする報告もあった。

## 経口摂取
1950年代よりヒト胎盤を配合したいくつかの大衆薬が市販されていたが、前述の法改正後は家畜胎盤を原料とした市販薬が流通している。
第二類医薬品として「滋養強壮」の効能のある製品が広く市販されている。日本では自由診療（自費医療）において、経口のヒト胎盤エキス（ラエンネック P.O.）を使うこともある。

### 有効性
国立健康・栄養研究所による2017年7月20日の調査では、俗に、「更年期障害によい」「冷え性によい」「貧血によい」「美容によい」「強壮・強精によい」など言われているが、有効性について一件も文献を発見できず「十分なデータが見当たらない」、有効とされる成分も明確になっておらず、仮にあったとしても経口摂取ではペプチドホルモン、酵素、成長因子、サイトカインは消化管で分解されてしまうとした。
日本産婦人科学会の調査では2017年のガイドライン作成のためにいくつかの研究を発見している。標準のホルモン補充療法を望まない女性は多い。豚の胎盤抽出物のサプリメントを使った、76名での盲検化のないランダム化比較試験は、簡易更年期指数(SMI)やうつ病・不安の指数を減少させ、疲労感や関節痛を緩和している。66名の同様の試験条件で、更年期女性の肩こりも減少した。豚胎盤エキスは、8週間で男女の更年期障害の血液マーカーを改善した。以上3研究を発見し、ガイドラインでは総論として標準的なホルモン補充療法の代用とならないとしている。50名でのランダム化比較試験では、ホルモンバランスを改善することなく、SMI指数を改善した。豚胎盤エキスは、8週間で男性の性機能障害、肝機能の血液マーカーを改善した。
疲労倦怠感、肩こり、目の疲れ、食欲不振など疲労症状の60人を対象として、ヒト胎盤では有効以上が51.6%、比較されたビタミンB1では27.6%であった。20名でのRCT、馬胎盤含有サプリの内服によって4週で偽薬より倦怠感が有意に低下した。
2014年、豚胎盤サプリメントで盲検化のないランダム化比較試験を行い比較対象よりシワの幅が減少した。2017年11月に出版された論文では10名が豚プラセンタを内服し、毛穴の縮小について顕著とし、水分量や色素沈着は減少傾向にあったが判断できず、今後の試験が必要だとされた。豚胎盤エキスを12週服用し、装置で測定したシワと皮脂の量が内服しなかったものに比較して有意に減少した。色素沈着は偽薬共に増加し豚胎盤エキスでは増加抑制の傾向しかなく、シワでは有意に予防した。
治療ガイドラインだけでは解決しにくい、歯周治療中の不定愁訴を訴える29名でコエンザイムQ10と比較して、豚胎盤エキスは口の粘り、噛み合わせの痛み、歯肉出血について有意に改善させ、歯肉のそう痒感についてはどちらでも改善した。
試験管内の研究で豚胎盤エキスは、ヒト歯肉線維芽細胞(HGF)のI型コラーゲン産生量に影響を及ぼすことが知られている。
未処理のヒト胎盤からも抽出されるDNA断片であるポリデオキシリボヌクレオチド (PDRN) には組織修復作用があり、魚類から抽出したものがイタリアや韓国で創傷治療のための医薬品となっている。原料のヒト胎盤の抗酸化物質としてトリプトファンが確認できた。

### 副作用
プラセンタ関連の健康食品で、薬剤性肝炎、薬剤性肺炎、接触皮膚炎や全身性斑状強皮症を起こすなどの健康被害1例も報告されている。プラセンタエキスを含む健康食品により成人型アトピー性皮膚炎が悪化したケースもある。

### 注意喚起
注意喚起としてアリストロキア酸、エフェドリン、バイアグラ類似の勃起不全治療薬などが混合された製品が報告されている。日本国内でも基準値を超える安息香酸が含有されていることが発覚して自主回収となった製品がある。
また販売方法についても、特定商取引法に違反して効能効果を偽って販売する業者もあり、経済産業局によって取り締まりを受けるケースが出ている。

## 魚類や植物のプラセンタ
健康食品では、魚の卵巣膜の抽出成分を含む商品を「海洋性プラセンタ」・「マリンプラセンタ」と称したり、植物の胎座 (placenta) の抽出成分を混合した商品を「植物性プラセンタ」と称することもあるが、哺乳類の胎盤を原料としたものではない。化粧品でも同様に植物由来のバラプラセンタと称する植物性の原料が使われるなど、こうした成分は「プラセンタ様」の原料とも呼ばれる。